# Blue Ivy Carter
Pour les articles homonymes, voir Carter.
Blue Ivy Carter est une enfant star américaine, née le 7 janvier 2012.

## Biographie

### Enfance et famille
Blue Ivy Carter naît le 7 janvier 2012 à New York. Sa mère, Beyoncé, est une chanteuse et son père, Jay-Z, un rappeur, producteur et homme d'affaires américain. Ce dernier compose la chanson Glory en son honneur, bande sur laquelle il est possible d'entendre ses cris résonner en fond.
En 2011, la grossesse de Beyoncé est annoncée lors de la représentation de « Love on Top » aux MTV Video Music Awards 2011. Par sa mère, Carter est la petite-fille de Tina Lawson et Mathew Knowles, ainsi qu'une nièce de la chanteuse Solange Knowles et de Bianca Lawson. Elle a deux frères et sœurs, des jumeaux, Rumi et Sir Carter nés le 13 juin 2017.
En 2012, la ville de Hvar, en Croatie, la nomme citoyenne d'honneur de la ville. Ses parents avaient visité la ville avant sa naissance, où Beyoncé avait d'abord envisagé de la nommer Blue Ivy.

### Carrière
En 2020, elle remporte un NAACP Image Award, et un BET HER Award pour sa collaboration sur Brown Skin Girl (un single de son père Jay-Z, sa mère Beyoncé, Wizkid et Saint Jhn), ce qui lui permet d'être la plus jeune lauréate d'un BET Award à l'âge de huit ans. 
En 2023, elle participe au Renaissance World Tour de Beyoncé, en tant que danseuse. 
En 2024, elle s'inscrit comme icône de la mode en apparaissant sur le tapis rouge du film Mufasa : Le Roi lion. À Noël de la même année elle danse au show de Beyoncé pour la mi temps d'un des matchs de Noël de la National Football League se déroulant à Houston et opposant les Ravens de Baltimore et les Texans de Houston.
En 2025, elle réitère et participe au Cowboy Carter Tour en tant que danseuse. 

## Filmographie

### Documentaires
- 2019 : Homecoming de Beyoncé Knowles et Ed Burke
- 2020 : Black is king de Beyoncé Knowles, Blitz Bazawule et Ibra Ake
- 2023 : Renaissance : A film by Beyonce de James B. Merryman, Mark Ritchie et Beyonce Knowles

### Doublage
- 2024 : Mufasa : Le Roi lion de Barry Jenkins : Kiara

### Clips
- 2012 : Glory de Jay-Z
- 2016 : Formation de Beyoncé
- 2019 : Spirit de Beyoncé
- 2020 : Brown Skin Girl de Beyoncé feat Wizkid et Saint Jhn